# North and Middle Littleton
North and Middle Littleton est une localité anglaise située dans le comté du Worcestershire.